# انجمن زیست‌شناسی ایران
انجمن زیست‌شناسی ایران یک انجمن علمی غیرانتفاعی است که با مجوز از وزارت علوم، تحقیقات و فناوری تأسیس شده و مأموریت آن توسعه، ارتقاء و ترویج علم زیست‌شناسی در کشور است. این انجمن در سال ۱۳۵۲ تأسیس شد، سپس پس از تعطیلی در دهه ۱۳۶۰، از سال ۱۳۷۱ مجدداً فعالیت رسمی خود را آغاز کرد.

## تاریخچه
ایده‌پردازی و ثبت انجمن در سال ۱۳۵۲ انجام شد و بنیان‌گذاران آن شامل استادانی مانند منوچهر وثوقی، مصطفی خیاط‌زاده و علی‌اکبر شاملو بودند. فعالیت انجمن در دوران جنگ متوقف شد و در سال ۱۳۷۱ با رهبری استادانی از جمله احمد مجد احیا شد. به دنبال آن، نخستین نشست‌ها برگزار و نخستین شماره مجله «زیست‌شناسی ایران» در سال ۱۳۷۲ منتشر شد.

## اهداف
- افزایش سطح علمی زیست‌شناسی در کشور
- ایجاد شبکه‌ای ارتباطی میان پژوهشگران و دانشجویان
- ارائه مشاوره به نهادهای اجرایی و آموزشی
- ترویج عمومی زیست‌شناسی
- برگزاری همایش‌ها، سمپوزیوم‌ها و دوره‌های تخصصی

## فعالیت‌ها

### همایش‌ها
انجمن تاکنون میزبان بیش از ۲۰ دوره کنگره ملی و چند دوره کنگره بین‌المللی بوده‌است. از جمله جدیدترین آن‌ها:
- «بیست‌وسومین کنگره ملی و یازدهمین کنگره بین‌المللی زیست‌شناسی ایران» در شهریور ۱۴۰۳ در دانشگاه تهران برگزار شد.[۳][۴]
- در مرداد ۱۴۰۱، سومین مدرسه تابستانی زیست‌شناسی و «سمپوزیوم بین‌المللی سلول و مهندسی بافت» در همکاری با دانشگاه خوارزمی برگزار شد.[۵]

### کارگاه‌های آموزشی
دوره‌های فراگیری تخصصی در زمینه‌هایی مانند PCR، بیوانفورماتیک، زیست‌شناسی سلولی و مولکولی با ارائه گواهی معتبر برگزار شده‌اند.

### انتشارات
انتشارات انجمن شامل:
- مجله زیست‌شناسی ایران (مدیرمسئول: محمد نبیونی)[۷]
- پژوهش‌های جانوری
- پژوهش‌های گیاهی
- پژوهش‌های سلولی و مولکولی
- زیست‌شناسی کاربردی
- فیزیولوژی و بیوتکنولوژی آبزیان[۲]

## ساختار سازمانی

### هیئت‌مدیره دوره چهاردهم (۱۴۰۳–۱۴۰۶)
- محمد نبیونی – رئیس
- علی فرازمند – نایب‌رئیس
- فربد اسفندی – خزانه‌دار
- اعضا: علیرضا ساری، علیرضا ایرانبخش، فرشاد درویشی، مصطفی پویان، سپیده سپهری، معصومه قاسم‌پور

### اعضای علی‌البدل
زینب دهقان، شکیبا درویش‌علیپور، حمزه امیری، الهام محجل‌کاظمی، علیرضا رضازاده

### بازرس‌ها
احسان حسینی (بازرس اصلی)، مسعود سلطانی حلوائی (بازرس علی‌البدل)

## عضویت
انواع عضویت شامل دانشجویی، وابسته و پیوسته است. اعضا از امتیازهایی مانند شرکت رایگان در همایش‌ها، دسترسی به منابع دیجیتال، دریافت گواهی و شبکه‌سازی بهره‌مند می‌شوند.

## همکاری‌ها
همکاری با نهادهایی نظیر بنیاد ملی نخبگان، شبکه آزمایشگاهی فناوری‌های راهبردی و مؤسسات دانش‌بنیان مانند ژنیران صورت گرفته است.